# Cueva de Teopetra
La cueva de Teopetra es una caverna que se encuentra en Tesalia, Grecia, en el lado noreste de una formación de roca caliza, 3 km (2 mi) sur de Kalambaka. El sitio se ha vuelto cada vez más importante, ya que la presencia humana se atribuye a todos los períodos del Paleolítico Medio y Superior, el Mesolítico, el Neolítico y más allá, uniendo el Pleistoceno con el Holoceno.

## Descripción
La formación de la roca caliza se ha fechado en el período Cretácico superior, hace 135 – 65 millones de años. Las excavaciones comenzaron en 1987 bajo la dirección de Ν. Kyparissi-Apostolika, que estaban destinadas a dar algunas respuestas al misterio del Paleolítico de Tesalia. La evidencia de radiocarbono muestra la presencia humana al menos hace 50,000 años.

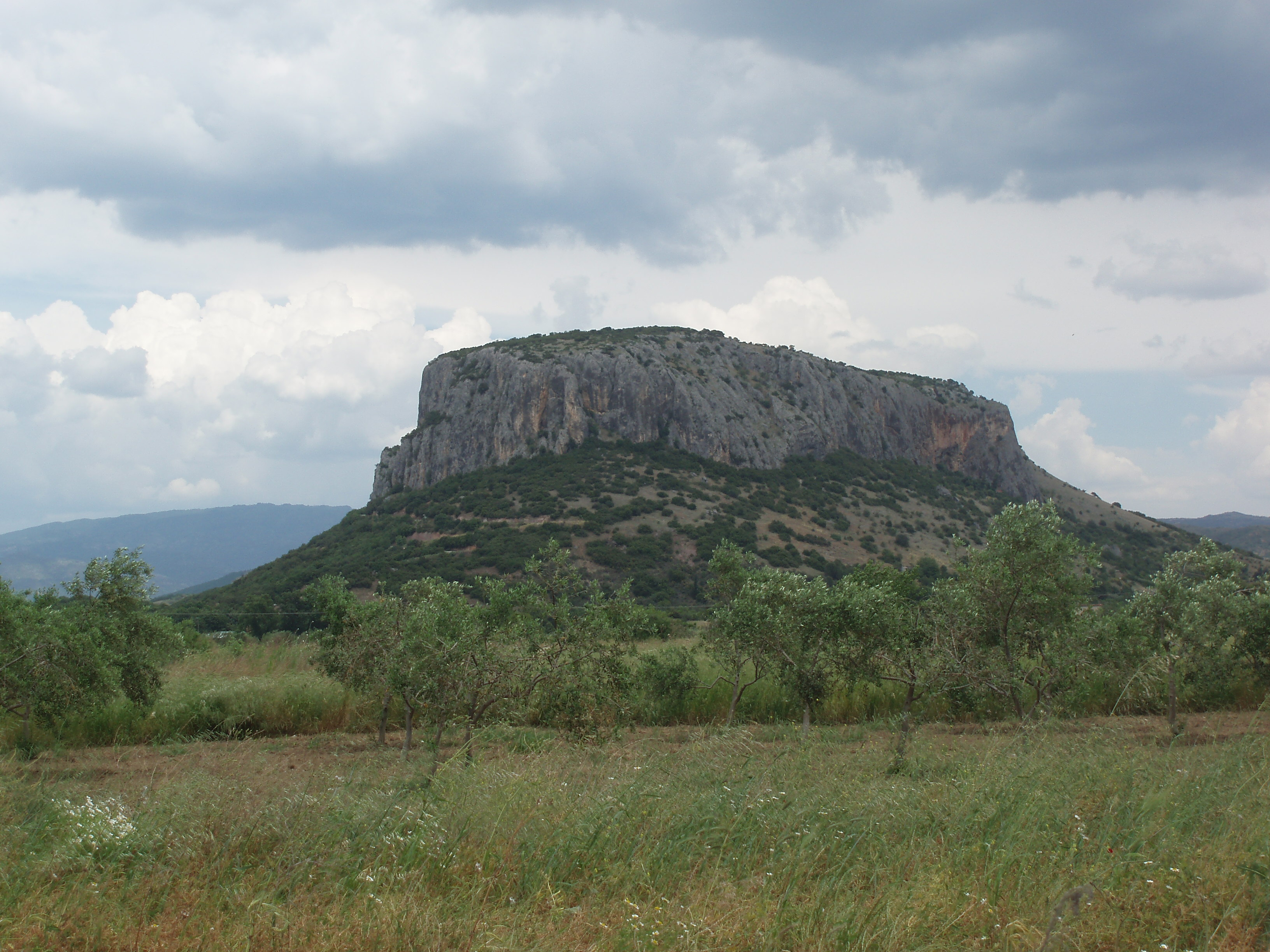
La roca de Teopetra

Varias características de la cueva indican ocupación humana.
La cueva de Teopetra contiene una de las secuencias arqueológicas más largas de Grecia, que comprende restos culturales del Paleolítico Medio y Superior, así como del Mesolítico y Neolítico. Los registros han mostrado importantes datos paleoambientales basados en características sedimentarias y restos botánicos.

## Arqueogenética
En 2016, los investigadores extrajeron con éxito el ADN de la tibia de dos individuos enterrados en la cueva de Teopetra. Ambos individuos fueron encontrados en un contexto de entierro mesolítico y fechados por separado entre 7288 – 6771 a. C. y 7605 – 7529 a. C. Se encontró que ambos individuos pertenecían al haplogrupo K1c de ADNmt.